# San Giorgio di Pesaro
San Giorgio di Pesaro est une commune de la province de Pesaro et Urbino, dans les Marches, en Italie.

## Administration
| Période                                  | Période  | Identité          | Étiquette     | Qualité |
| ---------------------------------------- | -------- | ----------------- | ------------- | ------- |
| 14 juin 2004                             | En cours | Federico Faccenda | Centro-destra |         |
| Les données manquantes sont à compléter. |          |                   |               |         |

### Communes limitrophes
Mondavio, Monte Porzio, Orciano di Pesaro, Piagge, San Costanzo.

### Évolution démographique
Habitants recensés

### Jumelages
- Hombourg-Haut (France).